# 206 Pułk Piechoty (1939)
206 pułk piechoty (206 pp) – rezerwowy oddział piechoty Wojska Polskiego. 206 pułk piechoty nie występował w organizacji pokojowej Wojska Polskiego. 

## Organizacja i formowanie pułku
Na podstawie prowadzonych prac koncepcyjnych w Sztabie Głównym WP, w ramach rozbudowy Sił Zbrojnych II RP o nowe związki taktyczne, podjęto decyzję utworzeniu nowej dywizji piechoty w oparciu o bataliony marszowe typu specjalnego przewidziane dla Obozu Warownego „Wilno” (tak zwane bataliony specjalne wileńskie) oraz przez bataliony „Krasne”, „Budsław” i „Iwieniec” Korpusu Ochrony Pogranicza. Z zasobów tych zaplanowano i przygotowano rozwinięcie nowej 35 Dywizji Piechoty Rezerwowej. Opracowanie dotyczące jej mobilizacji weszło w życie 28 lipca 1939. 

### Mobilizacja
W związku z tymi pracami w ramach I rzutu mobilizacji powszechnej, zmobilizowano:
Przez 77 pułk piechoty w Lidzie w czasie do 4 dnia mobilizacji:
- dowództwo 206 pp, organa kwatermistrzowskie jednostek pozabatalionowych,
- kompanie: gospodarczą, zwiadowców, przeciwpancerną typu II,
- plutony: łączności, pionierów, przeciwgazowy,
- batalion marszowy typ specjalny nr 4[3].

Przez 85 pułk piechoty w garnizonie Nowa Wilejka:
- batalion marszowy typ specjalny nr 5, w czasie do 3 dnia mobilizacji,[b]
- batalion marszowy typ specjalny nr 6, w czasie do 4 dnia mobilizacji[5].

Po zmobilizowaniu pułkowych pododdziałów specjalnych i na bazie wileńskich batalionów marszowych typ specjalnych nr 4, 5 i 6 sformowano odpowiednio: I, II i III bataliony piechoty 206 pułku piechoty rez. Nie mieszczące się w etacie każdego z tych batalionów kompanie strzeleckie i kompanie km i br. tow. przekazano do dyspozycji dowódcy OK nr III z przeznaczeniem dla OWar. „Wilno” i OWar. „Grodno”. Od 7 września pozostałe kompanie z batalionu marszowego typ spec. nr 4 dały podstawę do sformowania improwizowanego II batalionu 1 pułku piechoty OW Grodno. Na bazie pozostałości batalionu marszowego typ spec. nr 5 II batalionu i na bazie pozostałych kompanii batalionów marszowych typ spec. nr 4, 5 i 6  III batalionu 2 pułku piechoty OW Grodno.

## 206 pułk piechoty w kampanii wrześniowej
Mobilizacje pułku prowadzono od 31 sierpnia do 3 września 1939. Kadra oficerska składała się z oficerów zawodowych na stanowiskach dowódcy pułku, dowódców batalionów i większości kompanii, pozostali to rezerwiści. Kadra podoficerska to w 95% rezerwiści. Szeregowców służby czynnej nie było. Element żołnierski dobry, lecz słabo wyszkolony. Uzbrojenie batalionów dobre, za wyjątkiem kompanii km i br. tow., które otrzymały ciężkie karabiny maszynowe Maxim wz.1908, ze starymi i dziurawymi wodnikami, bez niezbędników, posiadały po dwa zamki zapasowe, lecz większość nie nadających się do użytku. Całkowity brak hełmów. Szeregowcy przeważnie starszych roczników z województwa wileńskiego i nowogródzkiego. Mniejszości narodowe w pułku stanowiły około 30%. Nowe ckm wz.1930 pułk otrzymał dopiero pod koniec walk we Lwowie. Pułk nie otrzymał karabinów przeciwpancernych wz.1935 Ur. Uzbrojenie strzeleckie w większości używane, armaty przeciwpancerne nowe. Broń i wyposażenie w większości kompletne. 

## Obsada personalna 206 pp
Dowództwo pułku
- dowódca pułku – ppłk Edward Kościński †1940 Charków[8]
- adiutant – por. rez. Stanisław Śliwiński †1940 Charków[9]
- kwatermistrz – kpt. Walerian Petc †1940 Charków[10]
- kapelan – ks. kap. Jan Mianowski[11]

I batalion
- dowódca batalionu – mjr Włodzimierz Stanisław Wittlin †16 IX 1939 Lwów
- adiutant – por. rez. Adolf Marian Gałacki
- dowódca 1 kompanii strzeleckiej – por. Mieczysław Woronowicz
- dowódca 2 kompanii strzeleckiej – ppor. piech. Stanisław Niedzwiecki[12] (85 pp) †1940 Charków[13]
- dowódca 3 kompanii strzeleckiej –
- dowódca 1 kompanii ckm – por. Tadeusz Kempczyński

II batalion
- dowódca batalionu – kpt. Anatol Białynowicz, mjr Henryk Dyduch †1940 Charków[14]
- adiutant – ppor. rez. Kazimierz Czerny–Hołownia
- dowódca plutonu łączności – ppor. rez. Józef Kludziewicz
- dowódca 4 kompanii strzeleckiej – kpt. Józef Pelc
- dowódca 5 kompanii strzeleckiej – ppor. Tadeusz Józef Laszczka
  - dowódca II plutonu strzeleckiego – plut. pchor. rez. Justyn Sobol
- dowódca 6 kompanii strzeleckiej – ppor. Stanisław Kędziora
- dowódca 2 kompanii ckm – ppor. Leon Augustyn Torliński
  - dowódca plutonu – ppor. rez. Witold Mackiewicz †1940 Charków[15]

III batalion
- dowódca batalionu – kpt. Aleksander Gregorowicz †1940 Charków[16]
- adiutant – por. rez. Stanisław Śliwiński †1940 Charków[9]
- oficer żywnościowy – por. rez. Władysław Bachramowicz
- lekarz – pchor. rez. lek.
- dowódca 7 kompanii strzeleckiej – por. Edward Smolka; od 13 IX – ppor. rez. Jerzy Awdycki
  - dowódca I plutonu strzeleckiego – ppor. rez. Jerzy Awdycki
  - dowódca II plutonu strzeleckiego – ppor. rez. Tadeusz Chmielnicki
- dowódca 8 kompanii strzeleckiej –
  - dowódca III plutonu – plut. pchor. Stanisław Mozol
- dowódca 9 kompanii strzeleckiej – ppor. Stanisław Malara †1940 Charków[17]
- dowódca 3 kompanii ckm – por. Hieronim Romanowski
  - dowódca I plutonu ckm – ppor. rez. Jerzy Józef Rybicki †1940 Charków[18]
  - dowódca II plutonu ckm – ppor. rez. Aleksander Obuchowicz
  - dowódca III plutonu ckm – ppor. rez. Stanisław Jabłonowski
  - dowódca plutonu ckm na taczankach – ppor. rez. Włodzimierz Ciechanowicz
  - dowódca plutonu moździerzy – ppor. rez. Jan Golde
  - szef kompanii – st. sierż. Duś

Pododdziały specjalne
- dowódca kompania zwiadu – por. Janusz Siewierski